# 塞德
塞德（Sede 或 Sede Giyorgis）是埃塞俄比亞中西部阿姆哈拉州西戈賈姆地區的小鎮，座標10°57′N 37°53′E / 10.950°N 37.883°E，海拔2,555米。根據埃塞俄比亞中央統計局2005年的普查資料，塞德人口約2,309，其中男性1,296人，女性1,013人。 94.6%居民信奉埃塞俄比亞正教會，5.4%信奉伊斯蘭教。